# Skały (Siesławice)
Skały – część wsi Siesławice w Polsce, położona w województwie świętokrzyskim, w powiecie buskim, w gminie Busko-Zdrój.
W latach 1975–1998 Skały administracyjnie należały do województwa kieleckiego.